# Дяковка (Смоленська область)
Дя́ковка — село в Вяземському районі Смоленської області Росії. Входить до складу Єрмолінський сільського поселення. Населення — 12 жителів (2007 рік).
Розташована в східній частині області в 17 км на схід від Вязьми, в 10 км на південь від автодороги  М1 «Білорусь» , на березі річки Нікша. У 8 км південніше села розташована залізнична станція О.п. 22-й км на лінії Вязьма — Калуга.
 

## Історія
У роки німецько-радянської війни село була окупована гітлерівськими військами в жовтні 1941 року, звільнена в березні 1943 року.
 